# Spas Wazow

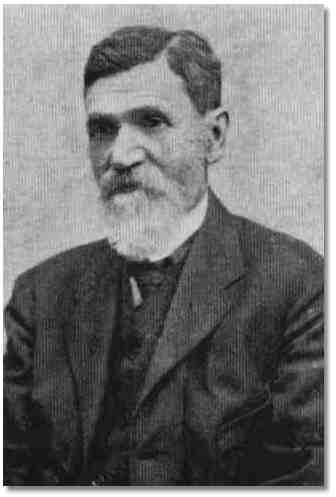
Spas Wazow

Spas Wazow Kirow (auch Spas Vacov Kirov geschrieben, bulgarisch Спас Вацов Киров; * 18. Mai 1856 in Pirot, damals Osmanisches Reich, heute in Serbien; † 2. Februar 1928 in Sofia, Bulgarien), bekannter als Spas Wazow, war ein bulgarischer Klimatologe und Begründer der bulgarischen Meteorologie.

## Leben
Spas Wazow wurde 1856 in der damals noch zum Osmanischen Reich (heute zu Serbien) zugehörigen Stadt Pirot geboren. In der Region Pirot und in Südostserbien allgemein lebt bis heute eine bulgarische Minderheit. In Pirot besuchte er das dortige Progymnasium. Seine Ausbildung setzte er in Zagreb fort, wo er das Gymnasium besuchte und um 1880 die dortige Universität in Fachrichtung Physik und Mathematik erfolgreich abschloss. Danach zog er im befreiten Bulgarien, wo er zwischen 1881 und 1882 Schuldirektor des Gymnasiums in Lom war und später Beamter im Bildungsministerium in der bulgarischen Hauptstadt Sofia. 
Ab 1890 bis zu seinem Tode war Wazow Leiter des Zentralen Meteorologische Instituts in Sofia, welches im selben vom Bildungsministerium gegründet wurde. Vier Jahre später, 1894 wurde das Institut zu einem Amt innerhalb des Ministeriums und auch für die Erdbeben-Messung zuständig.
Ab 1884 war Wazow aktives Mitglied der Bulgarischen Akademie der Wissenschaften. Er starb 1928 in Sofia.

## Bibliographie
- Упътване за провеждането на метеорологични наблюдения, 1888.
- Упътване за наблюдение на гръмотевицата.
- Опит върху електропроводността на разредения въздух.
- Физика. За долните класове на гимназиите и класните училища, 1891, 1895, 1896, 1903, 1906.
- Къде е съгледана най-ниската и къде най-високата температура.
- Народна метеорология. Сбирка от поговорки, пословици и предсказвания на времето, 1900.
- Месечни и годишни изводи от метеорологически наблюдения в София, Бургас и Пловдив през годините 1894-1903, 1904.
- Градиво за сеизмологията на България, 1908.

| Personendaten    | Personendaten                                                                             |
| ---------------- | ----------------------------------------------------------------------------------------- |
| NAME             | Wazow, Spas                                                                               |
| ALTERNATIVNAMEN  | Kirow, Spas Wazow (vollständiger Name); Kirov, Spas Vacov; Киров, Спас Вацов (bulgarisch) |
| KURZBESCHREIBUNG | bulgarischer Klimatologe und Meteorologe                                                  |
| GEBURTSDATUM     | 18. Mai 1856                                                                              |
| GEBURTSORT       | Pirot, Serbien                                                                            |
| STERBEDATUM      | 2. Februar 1928                                                                           |
| STERBEORT        | Sofia, Bulgarien                                                                          |